# Wolfgang Plottke
Wolfgang Plottke (Klein Lukow, Ocupación aliada de Alemania, 31 de julio de 1948-21 de marzo de 2024) fue un remero olímpico alemán que compitió para la RFA.

## Carrera deportiva
Participó en los Juegos Olímpicos de Múnich 1972, obteniendo una medalla de bronce en la prueba de cuatro sin timonel. Ganó una medalla de plata en el Campeonato Mundial de Remo de 1970 y una medalla de bronce en el Campeonato Europeo de Remo de 1971.

## Palmarés internacional
| Juegos Olímpicos   | Juegos Olímpicos        | Juegos Olímpicos  | Juegos Olímpicos   |
| Año                | Lugar                   | Medalla           | Prueba             |
| ------------------ | ----------------------- | ----------------- | ------------------ |
| 1972               | Múnich (RFA)            | Medalla de bronce | Cuatro sin timonel |
| Campeonato Mundial |                         |                   |                    |
| Año                | Lugar                   | Medalla           | Prueba             |
| 1970               | St. Catharines (Canadá) | Medalla de plata  | Cuatro sin timonel |
| Campeonato Europeo |                         |                   |                    |
| Año                | Lugar                   | Medalla           | Prueba             |
| 1971               | Copenhague (Dinamarca)  | Medalla de bronce | Cuatro sin timonel |